# フレデリック・チャップマン・ロビンス
フレデリック・チャップマン・ロビンス（Frederick Chapman Robbins、1916年8月25日 - 2003年8月4日）は、アメリカ合衆国の小児科医、ウイルス学者。

## 来歴
1952年、ケース・ウェスタン・リザーブ大学医学部の小児科学教授に就任。1954年、ジョン・フランクリン・エンダース、トーマス・ハックル・ウェーラーとともにノーベル生理学・医学賞を受賞。フレデリックはポリオウイルスの単離と培養を行い、ジョナス・ソーク、フローレンス・サビンらによるポリオワクチンの開発に貢献した。1999年、ベンジャミン・フランクリン・メダル受賞。